# Otiothops contus
Otiothops contus is een spinnensoort uit de familie Palpimanidae. De soort komt voor in Brazilië.